# (1857) Пархоменко
(1857) Пархоменко (лат. Parchomenko) — один из типичных астероидов главного пояса, который принадлежит к светлому спектральному классу S.

## История открытия
Астероид был открыт 30 августа 1971 года сотрудницей Крымской астрофизической обсерватории Тамарой Смирновой и назван в честь советского астронома Прасковьи Георгиевны Пархоменко.

## Орбитальные характеристики
Астероид (1857) Пархоменко относится к объектам Главного пояса и находится на расстоянии 2,24 а. е. от Солнца. Поскольку орбита объекта немного вытянута, её эксцентриситет близок к 0,13, его расстояние от Солнца меняется довольно слабо, примерно от 290,391 млн км в перигелии до 380,743 млн км в афелии. Один оборот вокруг Солнца астероид делает за 3,36 земного года.

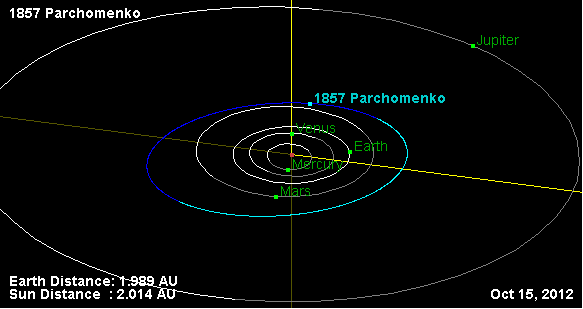
Орбита астероида Пархоменко и его положение в Солнечной системе

## Физические характеристики
Поверхность астероида довольно светлая, что указывает на его принадлежность к светлым каменным астероидам, состоящим преимущественно из силикатов железа и магния и некоторых других соединений. Абсолютная звёздная величина астероида составляет всего 12,3m, что делает возможным его наблюдение только в сильный телескоп.
Период вращения астероида вокруг своей оси составляет ~3 ч. 7 мин. 4 сек.